# Boeing Phantom Works
Phantom Works je divizija podjetja Boeing, ki se ukvarja z razvojem naprednih in skrivnih projektov. Oddelek je sprva ustanovil McDonnell Douglas - le-ta je pozneje postal del Boeinga. 

## Projekti
- Boeing Phantom Eye: visokovišinski brezpilotno letalo z dolgim časom leta
- Boeing Phantom Ray
- Boeing X-51 Wave-rider: hipersonično letalo
- Boeing Condor:
- McDonnell Douglas YF-23: Black Widow
- McDonnell Douglas A-12 Avenger II: palubni stealth lovec
- Boeing X-32 Joint Strike Fighter
- Boeing Bird of Prey: stealth brezpilotno letao
- Boeing A160 Hummingbird: UAV helikopter
- Boeing X-40
- Boeing X-45 UCAV
- Boeing X-37
- Boeing Pelican ULTRA
- Boeing X-48 Blended Wing Body
- X-53 Active Aeroelastic Wing
- Quad TiltRotor (s Bell Helicopter)
- F/A-XX: koncept lovca 6. generacije